# Macrobrachium jaroense
Macrobrachium jaroense is een garnalensoort uit de familie van de Palaemonidae. De wetenschappelijke naam van de soort is voor het eerst geldig gepubliceerd in 1914 door Cowles.